# Starominskaja
Starominskaja (russisch Староми́нская, lokal auch Староминска́я) ist eine Staniza in der Region Krasnodar (Russland) mit 29.809 Einwohnern (Stand 14. Oktober 2010).

## Geographie
Die Staniza liegt im Norden des Kuban-Gebietes, etwa 170 km Luftlinie nördlich des Regionsverwaltungszentrums Krasnodar. Sie befindet sich am linken Ufer des Flusses Sossyka, der dort zum kleinen Starominsker Stausee angestaut ist, und der wenige Kilometer nördlich in die Jeja einmündet.
Starominskaja ist Verwaltungszentrum des gleichnamigen Rajons Starominskaja. Zur Ländlichen Siedlung Starominskaja gehört neben der Staniza noch das 20 km südwestlich gelegene Dorf Scholtyje Kopani.

## Geschichte
Der Ort wurde 1794 von in das Gebiet umgesiedelten Saporoger Kosaken als „Kuren“ (kosakische Zentralsiedlung und Versammlungsort) gegründet und hieß anfänglich Minskoje bzw. als Staniza Minskaja. Der Name wurde vom Namen des Ortes (heute Stadt) Mena und gleichnamigen Nebenfluss der Desna (früher auch in der Form Mina) unweit Tschernihiw in der nördlichen Ukraine abgeleitet, dem ursprünglichen Herkunftsgebiet der Kosaken. Mit der Entstehung eines 25 km südlich gelegenen Ausbaus ab 1821, der später zur Staniza Nowominskaja („Neu-Minskaja“) wurde, erhielt die ursprüngliche Staniza den Namen Starominskaja („Alt-Minskaja“).
Seit Mitte des 19. Jahrhunderts gehörte die Staniza zur Abteilung (Otdel) Jeisk der Oblast Kuban. Im Rahmen einer Verwaltungsreform wurde Starominskaja am 2. Juni 1924 Verwaltungszentrum eines neu gegründeten Rajons. Im Zweiten Weltkrieg war die Staniza vom 5. August 1942 bis zum 3. Februar 1943 von der deutschen Wehrmacht besetzt.

### Bevölkerungsentwicklung
| Jahr | Einwohner |
| ---- | --------- |
| 1861 | 4.858     |
| 1897 | 10.244    |
| 1939 | 19.372    |
| 1959 | 22.779    |
| 1970 | 26.373    |
| 1979 | 27.933    |
| 1989 | 30.743    |
| 2002 | 30.072    |
| 2010 | 29.809    |

Anmerkung: ab 1897 Volkszählungsdaten

## Wirtschaft und Infrastruktur
In Starominskaja als Zentrum eines Landwirtschaftsgebietes gibt es eine Reihe von Betrieben der Lebensmittelindustrie.
Der Ort ist auch Eisenbahnknotenpunkt mit den zwei Stationen Starominskaja-Timaschowskaja und Starominskaja-Jeiskaja. Erstere liegt am östlichen Ortsrand an der Eisenbahnstrecke Rostow am Don – Krasnodar (Streckenkilometer 1451 ab Moskau), die auf dem Abschnitt Starominskaja – Timaschewskaja 1915 als Nebenstrecke eröffnet wurde. 1964 wurde die Strecke mit Inbetriebnahme des Lückenschlusses Bataisk – Starominskaja Teil der kürzeren und zweigleisig ausgebauten Hauptstrecke und Direktverbindung von Norden nach Krasnodar und weiter zu den Kurorten an der Schwarzmeerküste. Die Strecke wurde 1972 elektrifiziert. Starominskaja-Jeiskaja (Streckenkilometer 76) am südlichen Ortsrand liegt an der bereits 1911 eröffneten Strecke von Pawlowskaja (Station Sossyka-Rostowskaja) in die gut 60 km nordwestlich an der Küste des Asowschen Meeres gelegene Stadt Jeisk, ist jedoch auf dem Abschnitt bis Starominskaja seit den 1990er Jahren außer Betrieb. Die Strecken werden von der Nordkaukasischen Eisenbahn betrieben.
Starominskaja liegt an der Regionalstraße R268, die das Regionsverwaltungszentrum Krasnodar mit Bataisk verbindet. Weitere Straßen führen in östlicher Richtung zur knapp 50 km entfernten Staniza Kuschtschowskaja, wo Anschluss an die Fernstraße M4 besteht, die von Moskau über Rostow am Don und Krasnodar zur Schwarzmeerküste führt, sowie in südöstlicher Richtung die Sossyka aufwärts zu den großen Stanizen Leningradskaja und Pawlowskaja.